# Novi Bečej
Novi Bečej (srbsko: Нови Бечеј, madžarsko Törökbecse, nemško Neu Betsche,) je mesto in občina v Srednjebanatskem okraju v Banatu, v AP Vojvodini. 

## Demografija
V naselju, katerega izvirno (srbsko-cirilično) ime je Нови Бечеј, živi 11534 polnoletnih prebivalcev, pri čemer je njihova povprečna starost 39,9 let (37,9 pri moških in 41,7 pri ženskah). Naselje ima 5127 gospodinjstev, pri čemer je povprečno število članov na gospodinjstvo 2,75.
Prebivalstvo je večinoma nehomogeno, a v času zadnjih treh popisov je opazno zmanjšanje števila prebivalcev.
|  |

| Demografija | Demografija     | Demografija     |
| Leto        | Št. prebivalcev | Št. prebivalcev |
| ----------- | --------------- | --------------- |
|             |                 |                 |
|             |                 |                 |
|             |                 |                 |
|             |                 |                 |
| 1948        | 15644           |                 |
| 1953        | 16303           |                 |
| 1961        | 16378           |                 |
| 1971        | 16075           |                 |
| 1981        | 16091           |                 |
| 1991        | 15404           | 15188           |
| 2002        | 14782           | 14452           |
|             |                 |                 |

| Etnična sestava po popisu iz leta 2002 | Etnična sestava po popisu iz leta 2002 | Etnična sestava po popisu iz leta 2002 | Etnična sestava po popisu iz leta 2002 | Etnična sestava po popisu iz leta 2002 |
| -------------------------------------- | -------------------------------------- | -------------------------------------- | -------------------------------------- | -------------------------------------- |
| Srbi                                   | Srbi                                   |                                        | 8.868                                  | 61,36%                                 |
| Madžari                                | Madžari                                |                                        | 3.849                                  | 26,63%                                 |
| Romi                                   | Romi                                   |                                        | 387                                    | 2,67%                                  |
| Jugoslovani                            | Jugoslovani                            |                                        | 352                                    | 2,43%                                  |
| Romuni                                 | Romuni                                 |                                        | 144                                    | 0,99%                                  |
| Hrvati                                 | Hrvati                                 |                                        | 52                                     | 0,35%                                  |
| Makedonci                              | Makedonci                              |                                        | 38                                     | 0,26%                                  |
| Črnogorci                              | Črnogorci                              |                                        | 34                                     | 0,23%                                  |
| Albanci                                | Albanci                                |                                        | 14                                     | 0,09%                                  |
| Muslimani                              | Muslimani                              |                                        | 13                                     | 0,08%                                  |
| Slovaki                                | Slovaki                                |                                        | 10                                     | 0,06%                                  |
| Rusini                                 | Rusini                                 |                                        | 7                                      | 0,04%                                  |
| Nemci                                  | Nemci                                  |                                        | 6                                      | 0,04%                                  |
| Slovenci                               | Slovenci                               |                                        | 5                                      | 0,03%                                  |
| Rusi                                   | Rusi                                   |                                        | 4                                      | 0,02%                                  |
| Bolgari                                | Bolgari                                |                                        | 4                                      | 0,02%                                  |
| Bunjevci                               | Bunjevci                               |                                        | 2                                      | 0,01%                                  |
| Ukrajinci                              | Ukrajinci                              |                                        | 1                                      | 0,00%                                  |
| Neznano                                | Neznano                                |                                        | 37                                     | 0,25%                                  |